# Točka (pravopis)
Točka ( . ) razgodak je koji označava kraj rečenice tj. skupa riječi; koristi se i za skraćivanje te označavanje rednih brojeva.

## Uporaba u jeziku

### Rečenice
Točka se koristi da bi označila kraj izjavne rečenice, kojima se iznose neke činjenice, neafektirani stavovi, izjave, opisi, a česta je i u poeziji kao stanka.
- Ivana Brlić-Mažuranić, „Priče iz davnine”

Bilo je to u vrlo davno doba. Na jednoj krčevini u staroj bukovoj gori živio starac Vjest sa svoja tri unuka. Desilo se, da je starac ostao sam sa svojom unučadi te ih othranio od malena. Bili pak unuci sad već poodrasli momci, djedu do ramena i poviše ramena. Zvali se oni: Ljutiša, Marun i Potjeh.

- Antun Gustav Matoš, „1909.”

Na vješalima. Suha kao prut.

Na uzničkome zidu. Zidu srama.

Pod njome crna zločinačka jama,

Ubijstva mjesto, tamno kao blud.

Točka se ne stavlja kad je rečenica upitna ili usklična, odnosno kad umjesto točke dolaze upitnik ili uskličnik te iza crtice ili trotočja.
Točka, pisana na sredini retka, kao u množenju, koristila se u latinskome jeziku umjesto razmaka:
DONA·NOBIS·REQVIEM

### Naslovi
Točka se koristi i za odjeljivanje naslova, nadnaslova, podnaslova i natpisa koji u tekstu slijede jedan iza drugoga. Umjesto točke, na to mjesto mogu doći i crtica te zarez:
- Samotna ljubav. Djevojčici mjesto igračke. Utjeha kose. Jesenje veče. Gnijezdo bez sokola. Srodnost

Iza naslova se ne stavlja točka, čak i kada su potpune rečenice:
- Povratak Filipa Latinovicza
- Derviš i smrt
- Vječno nasmijano nebo
- Žedan kamen na studencu

- Pukotina ima svaki život
- Nosim sve torbe a nisam magarac

Točka se piše iza naslova ako se on nalazi u istome retku kao i tekst:
- Homersko pitanje. Danas postoji mnogo teorija o homerskome pitanju. Neki tvrde da su to sabrana djela brojnih pjesnika, neki tvrde da je samo „Ilijada” Homerova, a neki pak tvrde da je Homer samo razradio postojeće manje epove...

Ako je naslov istaknut, a ujedno je i sastavni dio rečenice, iza njega se ne stavlja točka:
- Točka je razgodak koji označava kraj rečenice tj. skupa riječi; koristi se i za skraćivanje te označavanje rednih brojeva.

### Kratice
Točka se koristi da bi se označilo da je neka riječ skraćena:
- itd.
- npr.
- tj.
- lat.

Iza složenih kratica, međunarodnih mjernih jedinica i nekih međunarodno prihvaćenih kratica ne dolazi točka:
- min, h, km, cm, m, kg...
- HAZU, UNESCO, FIFA, RH...

### Redni brojevi
Točka se stavlja i iza arapskih i iza rimskih brojeva, kad su oni u službi rednih brojeva:
- Ivan Gundulić rođen je 1589. godine.
- On je stigao 15. do cilja.
- Ona je učenica VII. gimnazije u Zagrebu.
- Rođen je 13. VI. 1873.

Rijetko se kad točka iza rednih brojeva ne piše:
- u oznaci brojeva biblijskih navoda: 1 Kor 15, 12 (prva poslanica Kornićanima, glava petnaesta, redak dvanaesti).
- ne mora se pisati iza rednoga broja u bibliografiji gdje je jasno da je posrijedi redni broj.

### Točka i ostali razgodci
Točka se piše i kad slijedi bilo koji neki drugi pravopisni znak:
- Kratice su: itd., npr., tzv., str. i druge.
- Charles Baudelaire (1821. – 1867.) francuski je pjesnik. *

* Prema Babić-Finka-Moguš pravopisu. Anić-Silić pravopis eliminira točku u tom slučaju.

## Uporaba izvan jezika

### Matematika
Točka se u računanju koristi katkada kao znak množenja te se piše na sredini retka:
- 6 · 9 = 54
- 9 · 3 = 27

Običnije se u toj službi upotrebljava množni križić.

Točka zajedno sa zarezom služi i za odjeljivanje velikih brojeva:
- 5,000.000 (ili 5 000 000, milijun)
- 1.000,000.000 (ili 1 000 000 000, milijarda)

### Računarstvo
Točka se koristi i za odjeljivanje internetskih domena u adresama:
- hr.wikipedia.org
- www.google.com